# Råcksta begravningsplats

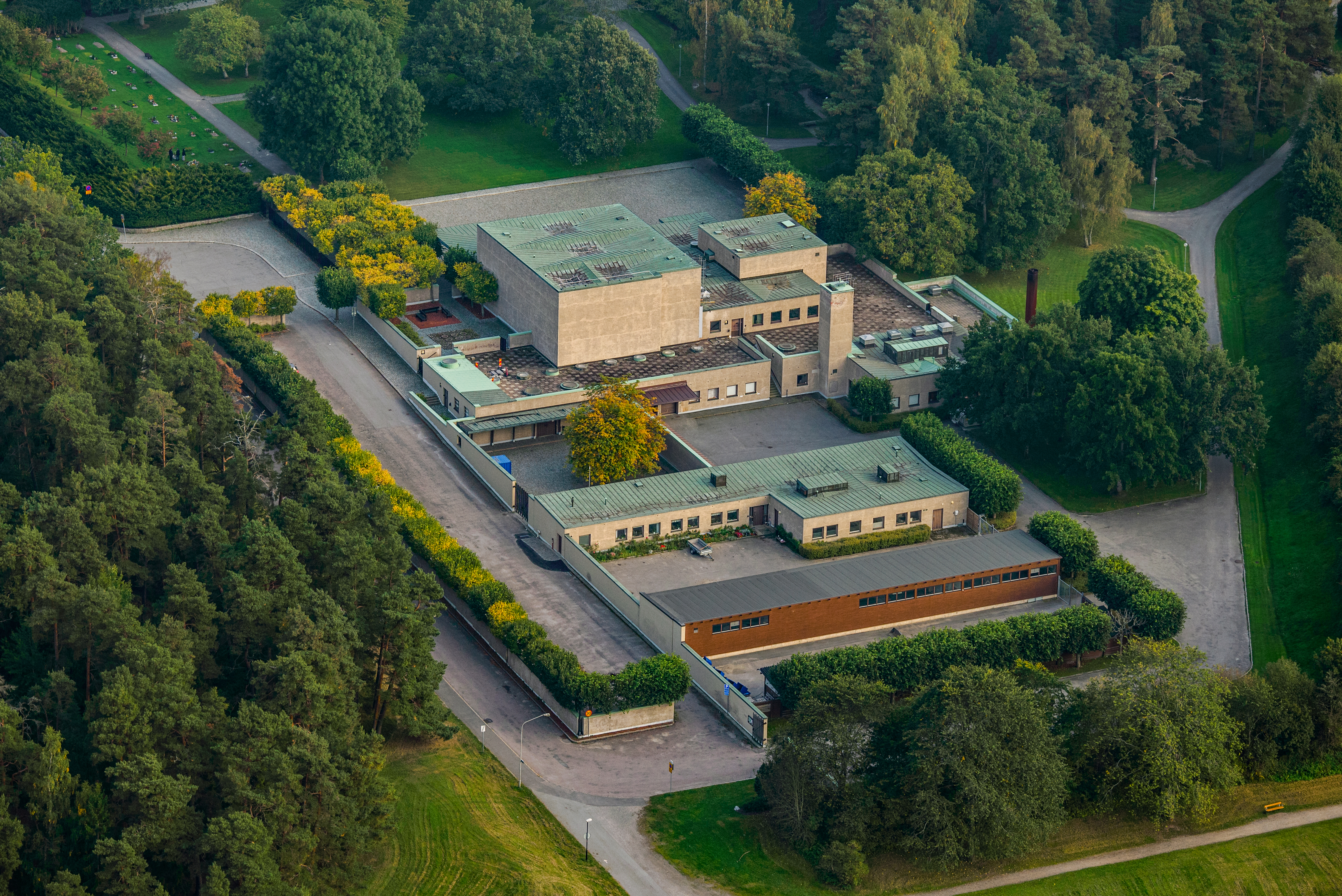
Råcksta krematorium och begravningsplats.

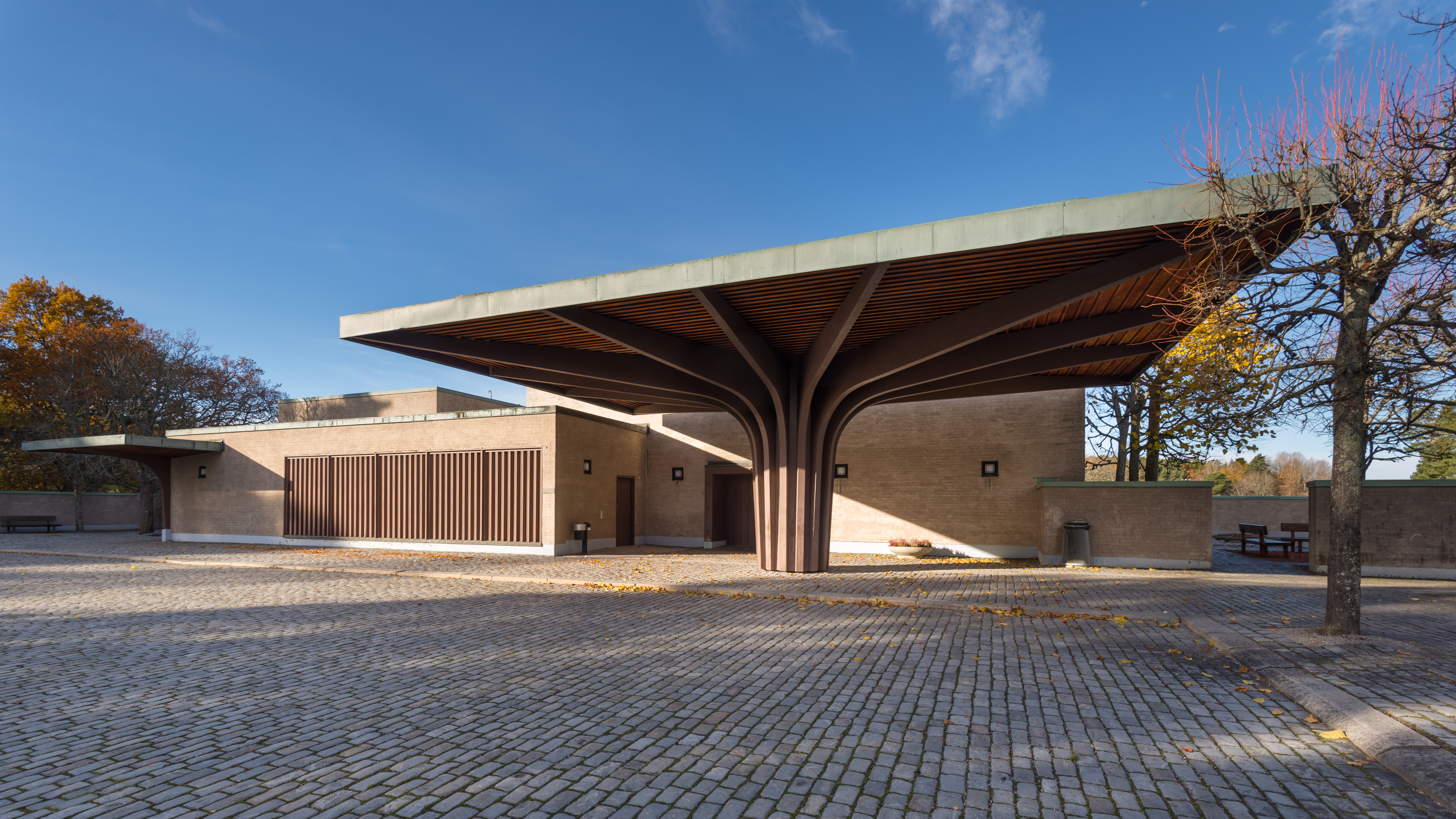
Råcksta kapell och krematorium.

Råcksta begravningsplats är en begravningsplats i Västerort i Stockholm, Sverige. Arealen är 17 hektar och omfattar ca 30 000 urngravar. Begravningsplatsen var ursprungligen endast avsedd för urngravar, men 2005 tillkom ett område för totalt cirka 700 kistgravar. Cirka 300 av dessa är för muslimska gravar. Inom detta område finns även barngravar. Sedan början av 1970-talet finns också en minneslund.
Råcksta begravningsplats anlades i början av 1960-talet tillsammans med ett krematorium och kapellen Rosens kapell och Liljans kapell, som en följd av växande invånarantal i de västra förorterna. Begravningsplatsen utformades av arkitekterna Gunnar Martinsson och Klas Fåhræus, efter en arkitekttävling.